# てつや (東海オンエア)
てつや（1993年10月30日 - ）は、愛知県出身のYouTuber、歌手、俳優、宿泊施設経営者。愛知県岡崎市を拠点に活動するYouTuberグループ「東海オンエア」のリーダーで、2013年10月15日よりYouTubeを中心に活動している。メンバーカラーはオレンジ色。髪の毛をオレンジ色に染めている。妻はAKB48の元メンバーでタレントの峯岸みなみ。

## 来歴

### YouTuber
名古屋商科大学経営学部在学中に高校時代の同級生達とYouTuberグループ「東海オンエア」を結成、2013年10月にYouTubeチャンネルを開設し、YouTubeに力を注ぐため、同大学を中途退学した。てつやはグループのリーダーとして、黎明期よりほとんどの動画に登場してきた。ときには身を削るハードな企画やそれに付随する罰ゲームなど、過激とも捉えられかねない動画内容の一端を担い、人気を博している。
2017年2月14日、東海オンエアの動画を視聴した見知らぬ女からストーカー被害に遭う。なお、犯人の女は同年12月にはじめしゃちょーへのストーカー行為で再逮捕されている。
2020年12月に、自身初のエッセイ本となる「天才の根源」をKADOKAWAより出版した。
2021年9月17日、文春オンラインにおいて元AKB48所属の峯岸みなみとの熱愛が報じられ、18日に、自身の個人チャンネルにて報道が事実だと発表した。てつやは高校時代より峯岸のファンであり、峯岸とはメンバーのとしみつの紹介で知り合ったという。
2021年10月30日、28歳の誕生日に自身のTwitterで、年齢を非公開とすることを発表した。しかし、2023年10月30日に自身のTwitterで、30歳の誕生日を迎えたと投稿している。
2022年1月27日に公開された東海オンエアの動画内で自身の個人チャンネルの命名権を東海オンエア内で販売。虫眼鏡が200万円で命名権を購入し、個人チャンネルの登録者数が110万人に達するまで、チャンネル名を「動画アップロードチャンネル」から｢おまんじゅう｣に変更することとなった。
2022年8月12日、交際していた元AKB48のメンバーでタレントの峯岸みなみと結婚。同月16日、所属事務所及び双方のSNSを通じて公表した。2014年6月25日にてつやがTwitterで「僕、大きくなったらAKBを卒業して恋愛解禁した峯岸みなみと付き合うんだ。」と峯岸の妄想ツイートをしており、この妄想が叶う形となった。
2022年9月15日、個人チャンネルの登録者数が110万人を突破したことを受け、再びチャンネル名の命名権オークションを開催することを発表した。同オークションは10月1日から同月9日にかけてヤフオク!で行われ、最終的に680万8000円で落札された。命名権の期間はチャンネル登録者数が150万人に達するまでとされた。
2022年10月25日、前述のチャンネル名について、ホスト兼YouTuberのべりたんが落札したことを発表。べりたんは命名権を行使し、チャンネル名は「おまんじゅう」から「べりたんで検索お願いします」に変更された。
2024年7月14日、第一子となる女児が誕生したことを報告した。

### 音楽活動
2018年、音楽に関してまったくの素人でありながらオリジナル曲「Coming Out of THE WORLD.」を制作した。この楽曲は同年7月20日に各種音楽配信サービスで配信された。積極的な音楽活動への進出というわけではなかったが、東海オンエアグループ内で音楽リリースは初めてのことだった。これ以降、へきトラハウスが開催したイベントなどで披露された。
また、2019年に東海オンエアメンバーのしばゆー、としみつと音楽ユニット「リサイタルズ」を結成。グループ内では「カリスマ」名義として活動している。

### 俳優活動
2019年、YouTubeでの活動初期から親交のあった相馬トランジスタが監督した映画「誰にも会いたくない」に出演。台詞が少なく特殊メイクで顔の見えない人物の役だったが、だからこそ著名な人間を起用したいという相馬の意向によってキャスティングされた。
2020年1月に公開された映画「明日、キミのいない世界で」で初の主要キャストとしての出演を果たす。
2025年7月に公開された映画「ナンバーワン戦隊ゴジュウジャー 復活のテガソード」に本人役でゲスト出演。

### 宿泊施設経営
2023年4月、株式会社ほてる小栁津を設立し、代表取締役への就任を発表した。
2024年2月、愛知県岡崎市内に宿泊施設「ほてる小栁津」の開業を発表。同年3月1日より開業。同時に、荷物預かり所とグッズショップを兼ねたコンテナ施設「ほておやターミナル」を開店。
2025年2月4日、東岡崎駅直結の商業施設「SWING MALL」内にお土産ショップ「ほてる小栁津ターミナル」を期間限定で開店。同年5月31日に契約満了に伴い閉店。期間中は今までの「ほておやターミナル」は「ほてる小栁津荷物預かり所」に名称を変更し、荷物預かり専用の施設となった。

## 人物
- 虫眼鏡曰く、「生活能力と引き換えにちょっとした才能を与えられた人」[42]。
- 現在の愛車はBMW・i8ロードスター[43]、ホンダ・CB400SF(新型)[44]、インディアン・Chief Bobber Dark Horse[45]。過去にはトヨタ・ファンカーゴ、BMW・4シリーズカブリオレ、ホンダ・CB400SF(2010年式)[46]、トヨタ・ヴェルファイア[要出典][47]、レクサス・LX[48][49]、DSオートモビルズ・DS7クロスバック[50]を所有していた。
- 2018年2月、仕事に向かうため車で東京まで運転していたところ高齢ドライバーの運転するトラックと衝突する事故に遭い、4シリーズカブリオレが廃車となってしまった[51]。
- 2022年7月9日、動画内で同年3月中旬にレクサスLXの自動車盗にあい、車内にあったすべての荷物は畑に捨てられていたことを明かした[52][49]。保険適用で8割程度の金額が返ってきたという[要出典]。
- 佐野勇斗（M!LK）の祖父とてつやの祖母は又従兄弟であるため、てつやと佐野は遠い親戚に当たる[52]。
- 喫煙者であったが、2022年12月のキックボクシング企画の為に一時的に禁煙を敢行。その企画の撮影後、妻の峯岸みなみからの手紙を受けて、完全に禁煙する宣言をした[53][54]。
- 中学3年生の頃から嵐の大ファン[55]。2023年1月23日にNHKで放送された「鶴瓶の家族に乾杯」で、岡崎市に訪れていた松本潤に初対面した[56]。
- スパイダーマンが大好きで、世界299体限定の等身大フィギュアを所有している[57]。また、2023年6月19日公開の『スパイダーマン：アクロス・ザ・スパイダーバース』の公式サポーターに就任した[58]。

## ディスコグラフィ

### 配信シングル
| # | 発売日        | タイトル                 | 規格 | 備考 |
| - | ------------- | ------------------------ | ---- | --- |
| 1 | 2018年7月20日 | Coming Out of THE WORLD. | 配信 | 作曲について素人であるてつやが、作詞・作曲を手がけたデモ音源「この世の真理」を基に制作された楽曲。 作詞・作曲は小○津徹也名義。 |

### 参加作品
| 発売日       | アーティスト             | 参加曲                             | 規格 | 規格品番  | 備考                     |
| ------------ | ------------------------ | ---------------------------------- | ---- | --------- | ------------------------ |
| 2022年7月6日 | 夕闇に誘いし漆黒の天使達 | 5. MUSIC Zoo feat. てつや,としみつ | CD   | UUUM-0042 | アルバム『七生活』収録曲 |

## 出演

### 映画
- 誰にも会いたくない（2019年） - のっぺら坊 役[60]
- 明日、キミのいない世界で（2020年1月10日、イオンエンターテイメント） - 心平 役[61]
- ナンバーワン戦隊ゴジュウジャー 復活のテガソード（2025年7月25日、東映） - 青年・てつや 役[62]

### Webドラマ
- 悪い人（2016年、劇団スカッシュ YouTubeチャンネル）- てつや
- グレーゾーンシリーズ（2020年3月23日 - 5月25日・2022年8月1日 - 9月5日、YouTube）- 柳田徹也 / 東海オンエアてつや 役[63]

### テレビ番組
- ぐっと（2024年5月17日、中京テレビ）[64]
- はじめまして!一番遠い親戚さん（2024年10月22日、日本テレビ）[65]
- 新春プラモ放談 2025～新年開けましてプラモデル～（2025年1月2日、テレビ東京）[66]
- 夫が寝たあとに 新春SP（2025年1月3日、テレビ朝日）[67]

### ミュージックビデオ
- Johann Vera「Nervioso」[68]
- ZOC「断捨離彼氏」（2019年）[69]
- ACE COLLECTION「約束のしおり」（明日、キミのいない世界で ver.）（2020年）
- 廣田あいか「花笑み、かくれんぼ」（2020年）

## 書籍

### 著書
- 天才の根源（2020年12月18日、KADOKAWA）ISBN 978-4040647807
- 天才の根源 極限バージョン（2022年7月21日、KADOKAWA）ISBN 978-4046811660